# Produlești
Produlești es una comuna ubicada en el distrito de Dâmbovița, Rumania.

## Superficie
Posee una superficie de 29,55 kilómetros cuadrados.

## Demografía
Hasta 2021 la población era de 3204 habitantes, con una densidad de población de 108,4 habitantes por kilómetro cuadrado.